# NGC 7131
NGC 7131 је лентикуларна галаксија у сазвежђу Јарац која се налази на NGC листи објеката дубоког неба.
Деклинација објекта је - 13° 10' 56" а ректасцензија 21h 47m 36,0s. Привидна величина (магнитуда) објекта NGC 7131 износи 13,9 а фотографска магнитуда 14,9. NGC 7131 је још познат и под ознакама MCG -2-55-2, NPM1G -13.0540, PGC 67359.